# 東漢駒
東漢 駒（やまとのあや の こま）は、飛鳥時代の人物。名は盤（いわお）または駒子とも記される。姓は直。志努直の子。坂上駒子とも。坂上弓束の父。

## 経歴
用明天皇2年（587年）用明天皇が崩御すると大臣・蘇我馬子は大連・物部守屋を攻め滅ぼし朝廷の実権を握って崇峻天皇を擁立する。やがて、崇峻天皇と対立関係となった馬子に命ぜられ、崇峻天皇5年（592年）11月に駒は崇峻天皇を暗殺する。その後、駒は馬子の娘である河上娘（崇峻天皇の嬪）を奪って自らの妻とするが、河上娘を穢されたことを知った馬子に殺害された（崇峻天皇暗殺の口封じともされる）。